# Брезница (община Буяновац)
Вижте пояснителната страница за други значения на Брезница.
Брезница (на сръбски: Брезница или Breznica; на албански: Breznica) е село в община Буяновац, Пчински окръг, Сърбия.

## Население
- 1948 – 1146
- 1953 – 1242
- 1961 – 1331
- 1971 – 1489
- 1981 – 1555
- 1991 – 1423
- 2002 – 1362

Етническият състав на населението към 2002 година е:
- 1334 (97,94%) – албанци
- 1 (0,07%) – сърби
- 11 (0,80%) – други